# Летучий дракон Блэнфорда
Летучий дракон Блэнфорда (лат. Draco blanfordii) — род ящериц из семейства агамовых, обитающий в Юго-Восточной Азии. Вид назван в честь Уильяма Томаса Бланфорда.

## Описание
Является самыми крупными представителями рода. Общая длина достигает 40 см (тело — 12 см, хвост — 23 см). Голова небольшая, морда сужена, ноздри направлены вверх, строго вертикально. Верхние головные чешуи неравные. Туловище стройное, покрыто мелкой чешуёй, есть отдельные бугорки. Спинная чешуя ровная, гладкая или очень слабо бугристая. Конечности очень длинные. Хвост длинный, широкий у основания, постепенно уменьшается по всей длине и заканчивается в острие. По бокам шеи имеются плоские кожаные выросты.
Цвет спины серо-коричневый с мелкими тёмными пятнами. По спине и хвосту тянется широкая чёрная полоса. Нижняя сторона складок лилово-жёлтой окраски. Горловой мешок красный, жёлтый. Есть широкие кожаные складки по бокам, которые поддерживаются 5-7 сильно удлинёнными ложными рёбрами, образуя своеобразный планер. Крылья-мембраны сверху мраморные с тёмно-коричневым оттенком с более светлыми пятнами и линиями, снизу без пятен.

## Образ жизни
Предпочитает тропические влажные леса, заросли. Большую часть жизни проводит на деревьях. Способен летать с дерева на дерево. Прячется в дуплах, среди веток, забирается по деревьям довольно высоко. Питается насекомыми и другими беспозвоночными.

## Размножение
Это яйцекладущая ящерица. Самка откладывает до 5 яиц.

## Распространение
Распространён в Бангладеш, Китае (провинция Юньнань), Индии, западе Малайзии, Мьянме, востоке Таиланда и Вьетнаме.